# كورير ميل (جريدة)
كورير ميل(بالإنجليزية: The Courier-Mail، بالتركية: The Courier-Mail، بالفرنسية: The Courier-Mail): هي صحيفة أسترالية تصدر في بريزبان. يتم نشرها يوميًا من الاثنين إلى السبت بتنسيق التابلويد، وهي متاحة للشراء عبر الإنترنت أو في شكل ورقي في جميع أنحاء كوينزلاند ومعظم مناطق شمال نيو ساوث ويلز.